# Noobees
Noobees es una serie de televisión de drama juvenil de eSports colombiana producida por Televideo y Mediapro para Nickelodeon. Es protagonizada por Michelle Olvera y Andrés De la Mora, junto con María José Vargas en el rol antagónico. La primera temporada se estrenó en Latinoamérica el 17 de septiembre de 2018 y terminó el 7 de diciembre de 2018.
El 24 de enero de 2019, Nickelodeon anunció que Noobees fue renovada para una segunda temporada. Las grabaciones iniciaron el 12 de junio de 2019. La segunda temporada tuvo su preestreno digital en la aplicación Nick Play el 28 de febrero de 2020, tres días antes del estreno oficial.
La segunda temporada se estrenó oficialmente el 2 de marzo de 2020. El 7 de abril de 2020, se anunció que la segunda temporada de Noobees está dividida en dos partes. La primera parte finalizó el 10 de abril de 2020, y la segunda parte se estrenó el 22 de junio de 2020, ambas conteniendo 30 episodios.

## Sinopsis
La serie gira en torno a la trayectoria de un grupo de adolescentes que tienen la oportunidad de cumplir su mayor sueño: participar en el Campeonato de Esports. Para esto, crean "NooBees", un equipo de esports que competirá por el título de Professional Video Games League. Sin embargo, tendrán que competir ante duros rivales como los Rockers y Control Z.

## Reparto
| Interpretado por        | Personaje                    | Temporada           | Temporada           | Temporada           |  |
| Interpretado por        | Personaje                    | 1                   | 2A                  | 2B                  |  |
| Protagonistas           | Protagonistas                | Protagonistas       | Protagonistas       | Protagonistas       |  |
| ----------------------- | ---------------------------- | ------------------- | ------------------- | ------------------- |  |
| Michelle Olvera         | Silvia                       | Protagonista        | Protagonista        | Protagonista        |  |
| Michelle Olvera         | Sílvix                       |                     |                     | Invitada            |  |
| Andrés de la Mora       | David                        | Protagonista        | Protagonista        | Protagonista        |  |
| Andrés de la Mora       | Davix                        |                     |                     | Invitado            |  |
| María José Vargas       | Ruth / Ruthilika             | Antagonista         | Antagonista         | Antagonista         |  |
| Lion Bagnis             | Matt / Míster M              | Coprotagonista      |                     |                     |  |
| Ilenia Antonini         | Tania                        | Coprotagonista      |                     |                     |  |
| Kevin Bury              | Pablo                        | Coprotagonista      |                     |                     |  |
| Andy Munera             | Niko                         | Coprotagonista      | Coprotagonista      | Coprotagonista      |  |
| Brandon Figueredo       | Erick                        | Coprotagonista      | Coprotagonista      | Coprotagonista      |  |
| Clara Tiezzi            | Laura                        | Coprotagonista      | Invitada            | Coprotagonista      |  |
| Karol Saavedra          | Roberta                      | Coprotagonista      |                     | Invitada            |  |
| Megumi Hasebe           | Lili                         | Co-Antagonista      | Coprotagonista      | Coprotagonista      |  |
| Felipe Arcila           | Kong                         | Coprotagonista      | Coprotagonista      | Coprotagonista      |  |
| Camila Pabón            | Norah                        | Coprotagonista      | Coprotagonista      | Coprotagonista      |  |
| Sergio Herrera          | Rufino                       | Invitado            | Co- Antagonista     | Co- Antagonista     |  |
| Julián Cerati           | Rocco                        |                     | Co- Antagonista     | Co- Antagonista     |  |
| Karlis Romero           | Athina                       |                     | Co- Antagonista     | Co- Antagonista     |  |
| Alejandro Hidalgo       | Trueno                       |                     | Coprotagonista      | Coprotagonista      |  |
| Gina Parra              | Fernanda / Estrella          |                     | Coprotagonista      | Coprotagonista      |  |
| Luis Giraldo            | Melvin                       |                     | Coprotagonista      | Coprotagonista      |  |
| Maria Fernanda Marín    | Jackie                       |                     | Coprotagonista      | Coprotagonista      |  |
| Juanita Molina          | Kosnika                      |                     | Coprotagonista      | Coprotagonista      |  |
| Carlos Báez             | Kral                         |                     | Coprotagonista      | Coprotagonista      |  |
| Michell Orozco          | Oritzo                       |                     | Coprotagonista      | Coprotagonista      |  |
| Isabella Domínguez      | Nina                         |                     | Co- Antagonista     | Co- Antagonista     |  |
| Estelares               |                              |                     |                     |                     |  |
| Luis Fernando Salas     | Hector                       | Estelar             | Estelar             | Estelar             |  |
| Óscar Rodo              | Roberto                      | Antagonista Estelar |                     | Invitado            |  |
| Nara Gutiérrez          | Marina                       | Estelar             | Estelar             | Estelar             |  |
| Nara Gutiérrez          | Inteligencia Emocional (Voz) |                     | Invitada            |                     |  |
| Karen Martínez          | Salma                        | Estelar             | Estelar             | Estelar             |  |
| Lugo Duarte             | Matteo                       | Estelar             | Invitado            | Invitado            |  |
| Marisol Correa Vega     | Emma                         | Estelar             |                     |                     |  |
| Julian Beltran          | Game Over (Voz)              | Antagonista Estelar | Antagonista Estelar | Antagonista Estelar |  |
| Ian Valencia            | Game Over (Avatar) / Gonzalo |                     | Antagonista Estelar | Antagonista Estelar |  |
| Monica Uribe            | Doris                        |                     | Antagonista Estelar | Antagonista Estelar |  |
| Pablo Rodríguez         | Arturo                       |                     | Estelar             | Estelar             |  |
| Secundarios e invitados |                              |                     |                     |                     |  |
| Daniela Vélez           | Helen                        | Secundaria          | Invitada            |                     |  |
| La Pereztroica          | Olimpia                      |                     | Secundaria          | Secundaria          |  |
| Juliana Velásquez       | Soledad                      | Secundaria          | Secundaria          |                     |  |
| Manuel Prieto           | Manuel                       | Secundario          |                     |                     |  |
| Ingrid Daniela Gómez    | Camila                       | Secundaria          |                     |                     |  |
| Fernando Lara           | Rector                       | Invitado            |                     |                     |  |
| Nicolas Vargas          | Sasac                        |                     | Invitado            | Invitado            |  |
| Estiven Urrutia         | Anoiram                      |                     | Invitado            | Invitado            |  |
| Camila Mora             | Duna                         |                     | Invitada            | Invitada            |  |
| Daniel Moreno           | Kevelek                      |                     | Invitado            | Invitado            |  |
| Laila Camacho           | Zilua                        |                     | Invitada            | Invitada            |  |
| Stiven Espitia          | Adoam                        |                     | Invitado            | Invitado            |  |
| Jeison Pacheco          | Ferbat                       |                     | Invitado            | Invitado            |  |
| Gonzalo Vivanco         | Zigorisko                    | Invitado            |                     |                     |  |
| Alejandra Duque         | Iris                         |                     |                     | Invitada            |  |
| Diana Motta             | Professora de Química        | Invitada            |                     |                     |  |
| Eduardo Lopéz           | Professor de Educação Física | Invitado            | Invitado            |                     |  |
| Maria Irene Toro        | Professora de Matemática     | Invitada            |                     |                     |  |

## Temporadas
| Temporada | Temporada | Episodios | Episodios | Comienzo                 | Final                  |
| --------- | --------- | --------- | --------- | ------------------------ | ---------------------- |
|           | 1         | 60        | 60        | 17 de septiembre de 2018 | 7 de diciembre de 2018 |
|           | 2         | 60        | 30        | 2 de marzo de 2020       | 10 de abril de 2020    |
|           | 2         | 60        | 30        | 22 de junio de 2020      | 31 de julio de 2020    |